# Геодезична зйомка

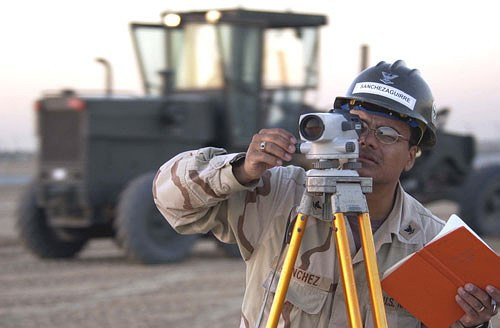
Геодезист працює з нівеліром.

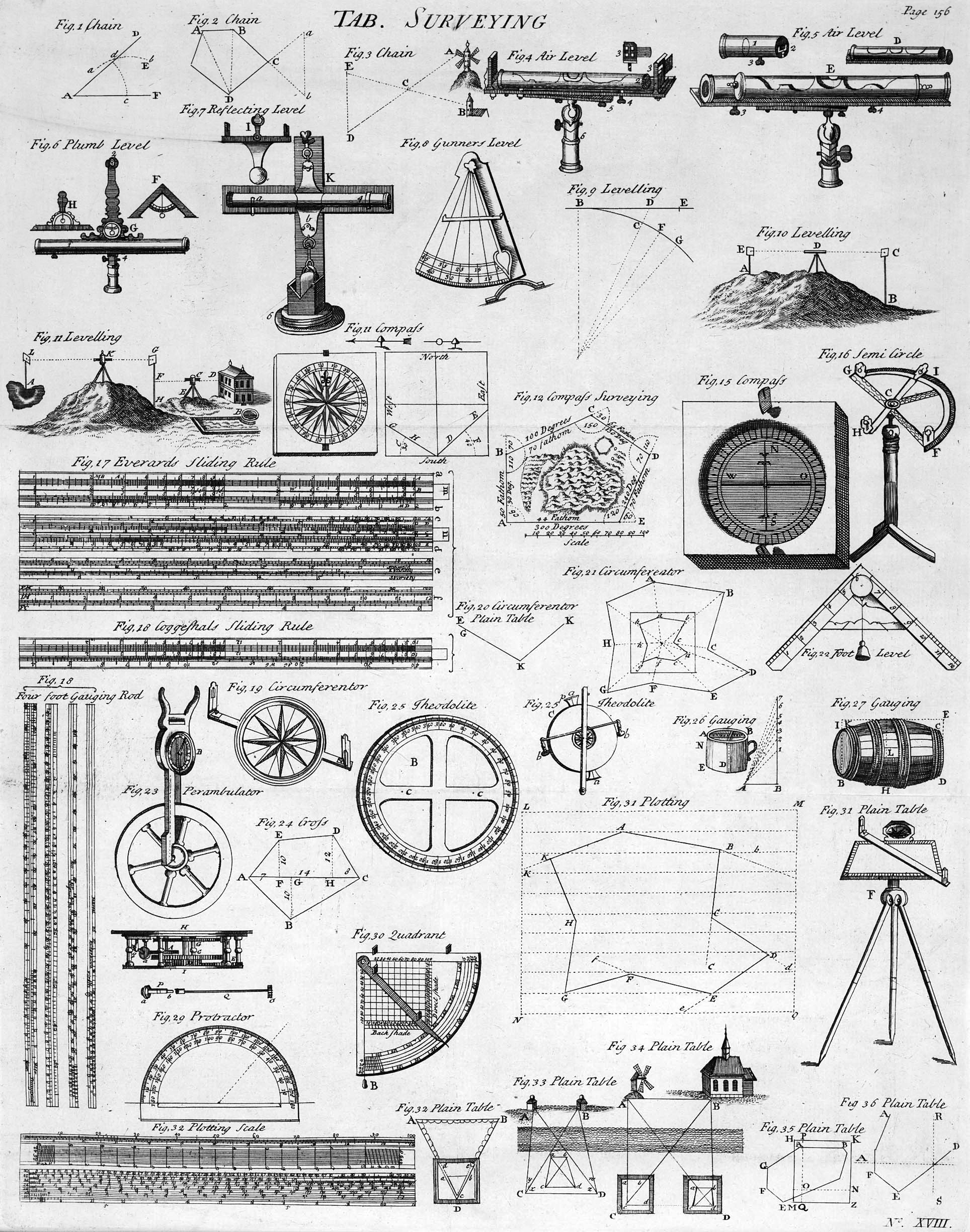
Table of Surveying, 1728 Cyclopaedia

Геодезична зйомка (знімання) — визначення відносного положення точок та ліній на місцевості, в підземних або поверхневих гірничих виробках тощо для складання плану, карти.

## Масштаб зйомки
Показник, що визначає вимоги до комплексу робіт з маркшейдерської зйомки для забезпечення точності складання плану в прийнятому масштабі. За необхідності допускається складання плану на один ступінь більше, ніж масштаб зйомки, тобто по зйомці, виконаній в масштабі 1:2000, план може бути складений у масштабі 1:1000; у таких випадках на планах указуються масштаб плану і масштаб зйомки.